# Košarka na Mediteranskim igrama 1991.
Košarkaški turnir na MI 1991. održao se je u Ateni u Grčkoj. Španjolska je u završnici pobijedila Francusku. U susretu za broncu Grčka je pobijedila Italiju.
Natjecali su se u dvjema skupinama:
- skupina A: Italija, Egipat, Tunis, Albanija, Turska
- skupina B: Grčka, Jugoslavija, Francuska, Španjolska, Sirija

U utakmici završnice Italija je pobijedila Grčku 97:91.

## Sastavi
- Francuska:  Verover, Risacher, Racine, Zaire, Coquerand, Allinei, Gadou, Percevault, Bernard, Ademensa, John

- Španjolska: Azofra, Ruf, Pérez, Pedrera, Peñarroya, Singlá, Rodríguez, Jofresa, Medianero, Ruiz, Pardo, Cabral[2]

- Jugoslavija: Mršić, Pajović, Rebrača, Radović, Tarlać, Bodiroga, Lončar, Topalović, Šilobad, Čizmić.[2]

## Konačni poredak
| Mj. | Država      |
| --- | ----------- |
| 1.  | Italija     |
| 2.  | Grčka       |
| 3.  | Francuska   |
| 4.  | Turska      |
| 5.  | Jugoslavija |
| 6.  | Španjolska  |
| 7.  | Egipat      |
| 8.  | Albanija    |

| Pobjednici           |
| -------------------- |
| Italija Drugi naslov |